# Hôpital Saint-Antoine

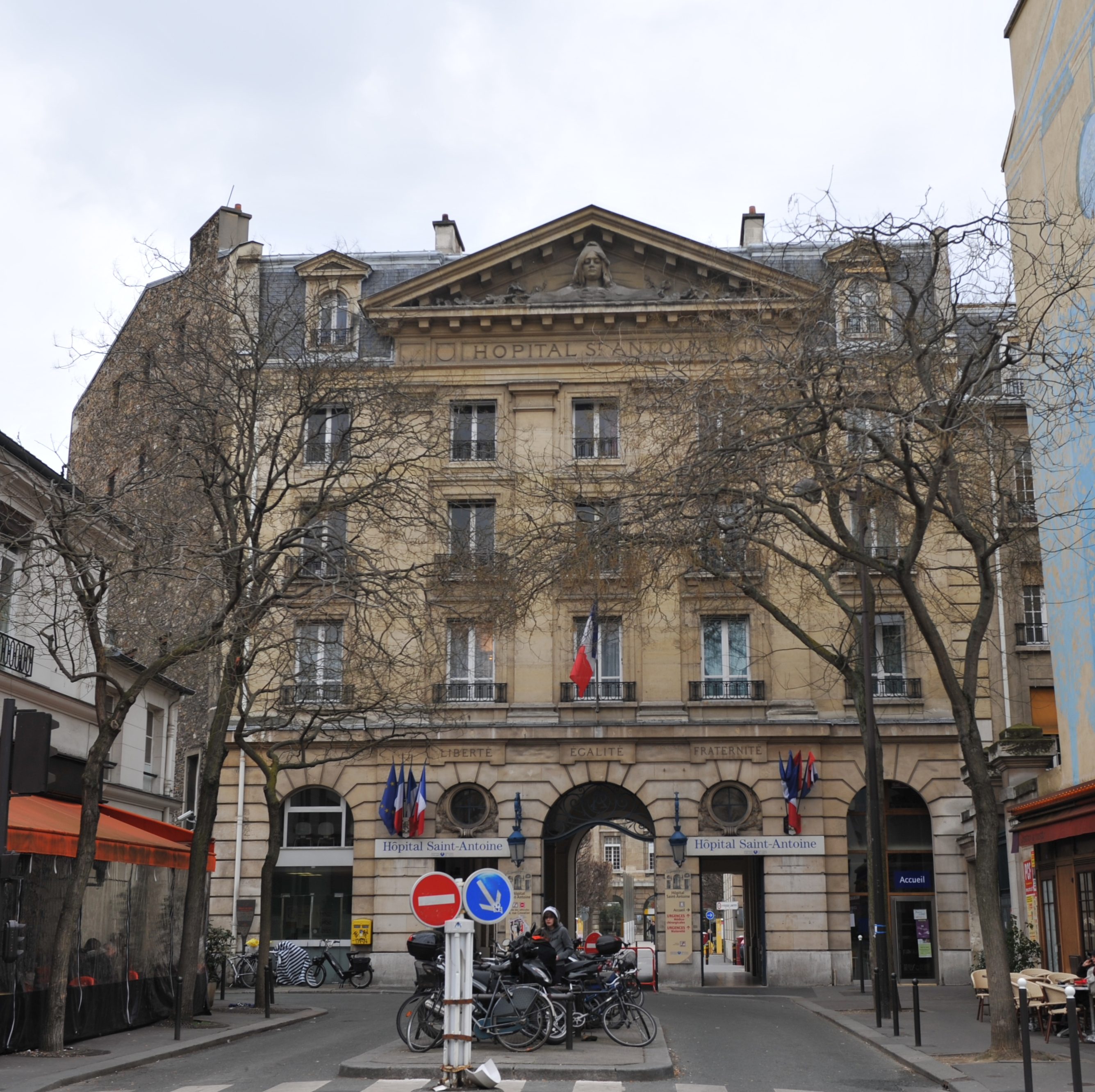
Hôpital Saint-Antoine.

Hôpital Saint-Antoine är ett undervisningssjukhus för Assistance Publique – Hôpitaux de Paris (AP-HP) beläget i 12:e arrondissementet i Paris på 184, Rue du Faubourg-Saint-Antoine. Det är en del av AP-HP–Sorbonne universitetet sjukhus-universitetsgrupp.
Under covid-19-pandemin deltog Saint-Antoine-sjukhuset i terapeutisk forskning, i synnerhet den kliniska studien Corimuno-plasma (plasmaterapi), under Karine Lacombes ledning.